# Abbatoggia
Abbatoggia (volledig: Isola Abbatoggia) is een rotseiland in de La Maddalena-archipel voor de kust van het Italiaanse eiland Sardinië.
Het eilandje heeft een maximale lengte van ongeveer 200 meter en een maximale breedte van ongeveer 100 meter en ligt 180 meter uit de kust voor het schiereiland Abbatoggia, in het noordwesten van het hoofdeiland La Maddalena. Abbatoggia bestaat grotendeels uit graniet en aangezien de wind hier vrij spel heeft, worden indrukwekkende zandduinen opgeworpen. Op de oostkust van het eilandje is een zandstrand te vinden en bestaat de mogelijkheid tot afmeren van een boot.